# Mouilleron-en-Pareds
Mouilleron-en-Pareds är en kommun i departementet Vendée i regionen Pays de la Loire i västra Frankrike. Kommunen ligger i kantonen La Châtaigneraie som tillhör arrondissementet Fontenay-le-Comte. År 2018 hade Mouilleron-en-Pareds 1 388 invånare.

## Befolkningsutveckling
Antalet invånare i kommunen Mouilleron-en-Pareds
| Referens: INSEE |